# Vitale e Agricola
Vitale e Agricola (III-IV secolo) sono stati due cristiani che subirono il martirio a Bologna e che sono venerati come santi e dalla Chiesa cattolica.

## Agiografia

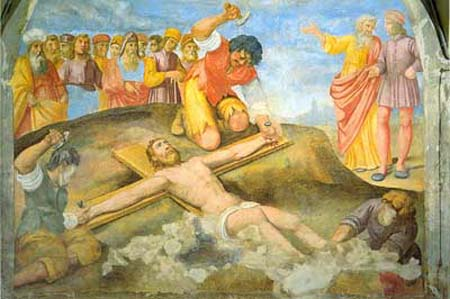
Martirio di sant'Agricola, in un affresco rinascimentale, XVI secolo.

Ambrogio vescovo di Milano nella sua predica "Exhortatio virginitatis" tenuta a Firenze nel 393 ci fa sapere che Vitale era schiavo di Agricola e fu condannato al supplizio insieme al suo padrone. Vitale subì per primo il martirio. I persecutori, per indurlo a rinnegare la sua fede cristiana, «sperimentarono in lui - afferma Ambrogio - ogni genere di tormento, così che nel suo corpo non vi era più parte alcuna senza ferite». Spirò invocando il nome di Gesù.
Col supplizio di Vitale i carnefici cercarono di impaurire Agricola e indurlo ad abiurare il cristianesimo, ma vista l'inutilità di questo ed altri tentativi, lo crocifissero.
Da nessuna fonte antica ci è stata tramandata l'epoca del loro martirio. Tuttavia alcuni studiosi ritengono probabile che Vitale ed Agricola siano state vittime della persecuzione dell'imperatore Diocleziano (284-305).
Gian Domenico Gordini scrive: "I loro corpi furono sepolti nel cimitero giudaico, ma è ignoto il motivo di questo fatto; erano forse di origine giudaica? Certo la crocifissione di Agricola fa supporre che non fosse cittadino romano, poiché per essi la pena capitale era normalmente la decapitazione."

## Culto

### Le reliquie

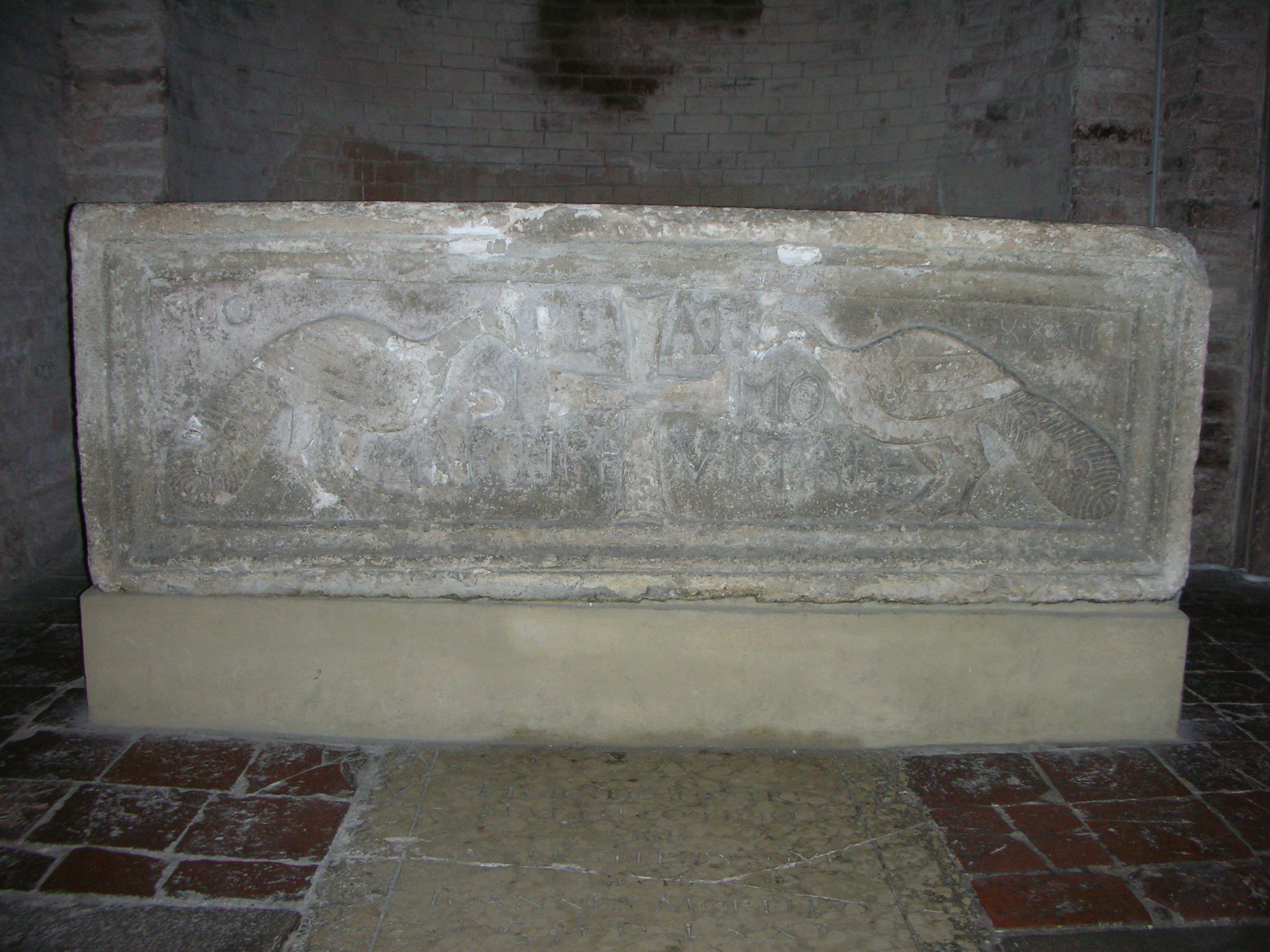
Sarcofago di San Vitale, posto nella Basilica dei santi Vitale e Agricola, all'interno del complesso stefaniano.

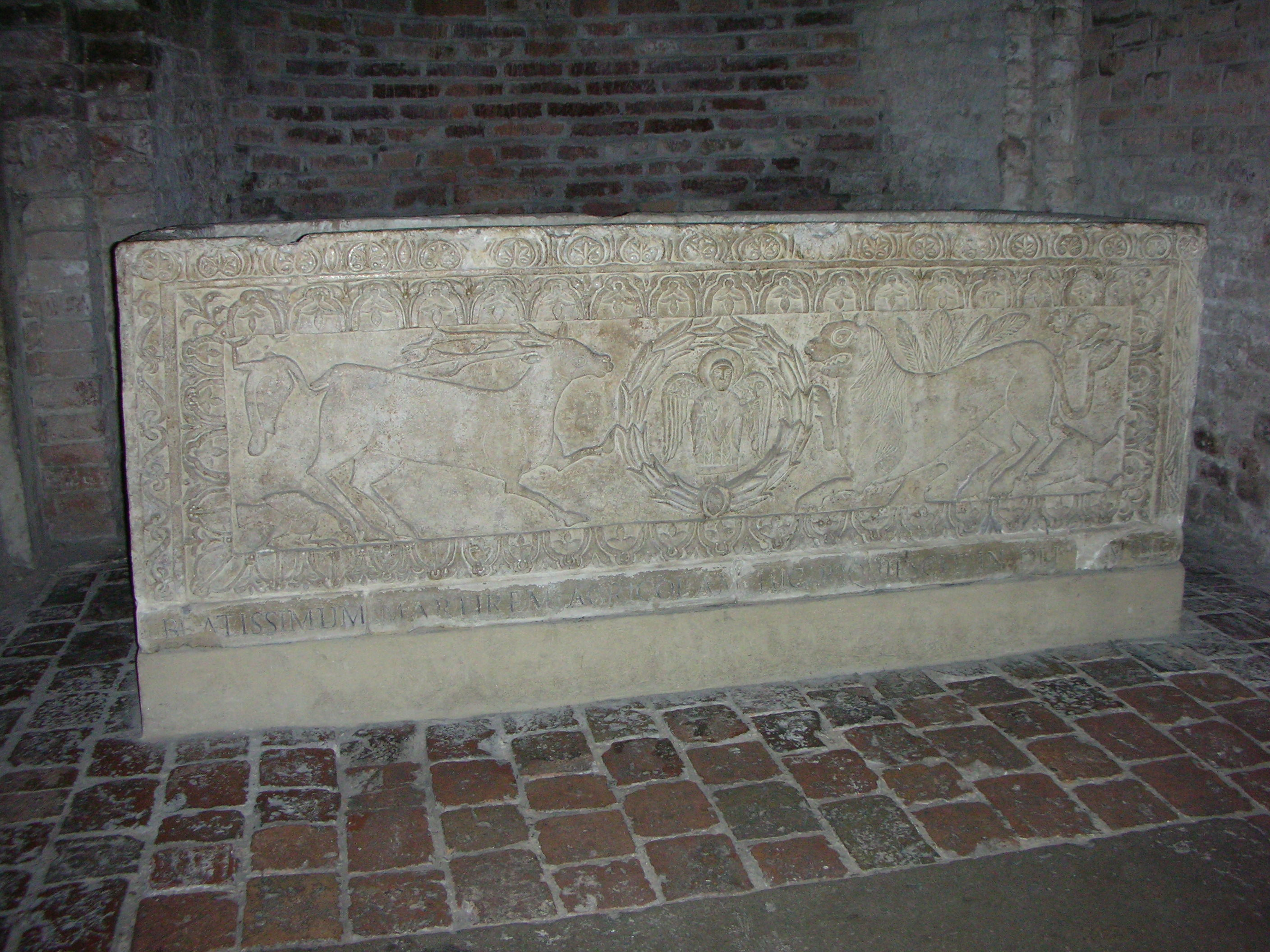
Sarcofago di Sant'Agricola, posto nella Basilica dei santi Vitale e Agricola, all'interno del complesso stefaniano.

Nel 393 i corpi di Vitale ed Agricola furono traslati da Bologna a Milano. I loro feretri furono esposti alla presenza del vescovo felsineo Eustazio, del popolo e di Ambrogio, il quale nel raccontare il fatto scrisse: "cogliemmo i chiodi del martirio e tanti furono, che convenne dire che più fossero le ferite che le membra e ne raccogliemmo pure il sangue trionfale e il legno della croce".
La narrazione del martirio di Vitale e Agricola e del ritrovamento dei loro corpi, scritta da un personaggio autorevole come Ambrogio, contribuì ad aumentare la fama dei due santi e a diffonderne il culto. 
Reliquie di Vitale e Agricola da Bologna furono portate a Firenze e poi a Milano da Ambrogio; altre reliquie ottennero Paolino, vescovo di Nola, Vittricio, vescovo di Rouen e Namazio, vescovo di Clermont. 
La diffusione del loro culto a Ravenna fu opera di Galla Placidia che, nel 409, in occasione di un trasferimento da Milano e Ravenna, portò con sé reliquie di San Vitale e dei suoi figli Gervasio e Protasio, anch'essi beatificati. A Ravenna, in memoria del santo, fu costruita la Basilica di San Vitale, magnifico tempio in stile bizantino, consacrato sotto l'arcivescovo Massimiano (546-556) (notizia giusta ma la basilica di S. Vitale di Ravenna è dedicata al San Vitale di Milano, marito di Santa Valeria e padre dei Santi Gervasio e Protasio, non al San Vitale di Bologna).
Se da un lato il trasferimento di reliquie dei due martiri bolognesi ne accrebbe il culto, dall'altro diede origine allo sdoppiamento delle loro persone, cosa non rara nell'Alto Medioevo ed alla conseguente produzione di narrazioni favolose.
Vitale, a differenza di Agricola, è il più ricordato, ma non come martire di Bologna bensì come santo del luogo ove sono venerate le sue reliquie. 
A Bologna, ove Vitale aveva subito il martirio, la sua morte, con quella di Agricola, è celebrata il 4 novembre, come risulta dal calendario liturgico locale, risalente al IX secolo.
Reliquie di Vitale si trovano anche nella chiesa di San Francesco a Varsavia.